# Adlerschanzen Schönwald
Die Adlerschanzen Schönwald in Schönwald im Schwarzwald bestehen aus drei kleinen Skisprungschanzen der Kategorie K 10, K 20, K 40 und einer Normalschanze der Kategorie K 85. Außer der K 85-Schanze sind alle mit Matten belegt.

## Geschichte
An der Halde in Schönwald wurde am 17. Februar 1924 die erste Skisprungschanze eingeweiht. Im Laufe der Jahre wurde die erste Adlerschanze mehrfach umgebaut und verbessert. Die heutige K 85-Normalschanze wurde 1967 erbaut. Das Eröffnungsspringen fand am 17. März 1968 statt. Seit 1971 findet auf der Schanze jedes Jahr, gemeinsam mit den Adlerschanzen Hinterzarten (bis 1977) und danach auf der Hochfirstschanze in Titisee-Neustadt, die Schwarzwälder Springertournee statt.
Auf der Adlerschanze fand von 1994 bis 2002 das Continental-Cup-Springen statt. Der Continental Cup der Damen wurde 2005 bis 2008 auf dieser Schanze ausgetragen. Im Sommer 2008 hat der Verein Ski-Club Schönwald beschlossen, die Adlerschanze K 85 aus Kostengründen zu schließen. Die K-10-Schanze wurde mittlerweile abgerissen, K-20- und K-40-Schanzen werden auch weiterhin genutzt.

## Internationale Wettbewerbe
Genannt werden alle von der FIS organisierten Sprungwettbewerbe
| Datum            | Kategorie       | Schanze | 1. Platz                                                                | 2. Platz                                                          | 3. Platz                                                       |
| ---------------- | --------------- | ------- | ----------------------------------------------------------------------- | ----------------------------------------------------------------- | -------------------------------------------------------------- |
| 13. Februar 1999 | FIS-Rennen      | K85     | Sandra Kaiser                                                           | Karla Keck                                                        | Daniela Iraschko                                               |
| 28. Februar 1999 | Continental Cup | K85     | Gerd Siegmund                                                           | Choi Yong-jik                                                     | Michael Uhrmann                                                |
| 12. Februar 2000 | FIS-Rennen      | K85     | Daniela Iraschko                                                        | Eva Ganster                                                       | Ayumi Watase                                                   |
| 26. Februar 2000 | Continental Cup | K85     | Akseli Lajunen                                                          | Jakub Sucháček                                                    | Wolfgang Loitzl                                                |
| 9. Februar 2001  | Continental Cup | K85     | Tami Kiuru                                                              | Georg Späth                                                       | Maximilian Mechler Roland Audenrieth                           |
| 2. März 2002     | Continental Cup | K85     | Hansjörg Jäkle                                                          | Manuel Fettner                                                    | Frank Löffler                                                  |
| 3. März 2002     | Continental Cup | K85     | Choi Heung-chul                                                         | Hansjörg Jäkle                                                    | Manuel Fettner                                                 |
| 1. März 2003     | FIS-Rennen      | K85     | Daniela Iraschko                                                        | Anette Sagen                                                      | Jessica Jerome                                                 |
| 21. Februar 2004 | FIS-Rennen      | K85     | Jessica Jerome                                                          | Lindsey Van                                                       | Ulrike Gräßler                                                 |
| 8. Februar 2005  | Continental Cup | HS93    | Daniela Iraschko                                                        | Lindsey Van                                                       | Anette Sagen                                                   |
| 11. Februar 2006 | Continental Cup | HS93    | Juliane Seyfarth                                                        | Anette Sagen                                                      | Lindsey Van                                                    |
| 12. Februar 2006 | Continental Cup | HS93    | Vereinigte StaatenAlissa Johnson Abby Hughes Jessica Jerome Lindsey Van | DeutschlandJenna Mohr Anna Häfele Ulrike Gräßler Juliane Seyfarth | NorwegenSilje Sprakehaug Mari Backe Line Jahr Juliane Seyfarth |
| 17. Februar 2007 | Continental Cup | HS93    | Katie Willis                                                            | Lindsey Van                                                       | Daniela Iraschko                                               |
| 23. Februar 2008 | Continental Cup | HS93    | Anette Sagen                                                            | Magdalena Schnurr                                                 | Bigna Windmüller                                               |